# Stowarzyszenie Ruska Bursa w Gorlicach
Stowarzyszenie Ruska Bursa w Gorlicach – łemkowskie stowarzyszenie, utworzone w 1908 w Gorlicach w celu utworzenia bursy dla młodzieży ruskiej, uczącej się w gorlickim gimnazjum powstałym w 1906 i opieki nad nią.
Wzorem dla gorlickiej bursy były inne powstałe kilka lat wcześniej – bursa ruska (1898) i ukraińska (1901) w Nowym Sączu.
Założycielami Stowarzyszenia byli m.in. ks. Wasyl Kuryło, ks. Mychajło Jurczakewycz, ks. M. Durkot, ks. H. Maksymowycz, ks. W. Kałużniackij, D. Bubniak, H. Gal. W 1909 Stowarzyszenie miało już swój piętrowy budynek, sad i kilka hektarów ziemi przy ul Sienkiewicza 28 w Gorlicach. 
27 lutego 1950 decyzją Wydziału Polityczno-Społecznego Urzędu Wojewódzkiego w Rzeszowie rozwiązano i zlikwidowano Stowarzyszenie „Ruska Bursa” w Gorlicach, a decyzją Okręgowego Urzędu Likwidacyjnego w Krakowie z dnia 14 grudnia 1950 bursa została przekazana na własność Skarbu Państwa jako majątek opuszczony przez Łemków wysiedlonych do Związku Radzieckiego i na zachodnie ziemie Polski w ramach akcji „Wisła” i przekazana w użytkowanie szpitalowi. 
Stowarzyszenie zostało reaktywowane (a właściwie założone od nowa) na zebraniu założycielskim 1 czerwca 1991 przyjmując za swój status pierwotnego Stowarzyszenia. Decyzja sądu o rejestracji pochodzi z dnia 22 października 1991. Od tego czasu Stowarzyszenie pełni funkcję łemkowskiego ośrodka kultury prowadząc działalność:
- oświatową (organizuje naukowe odczyty, prelekcje, wykłady, kursy językowe czy edukacyjny obóz dla dzieci Łemkowska Edukacyja Zagroda w Gładyszowie);
- kulturową (koncerty, wystawy, warsztaty łemkowskich zwyczajów, tradycji, rzemiosła itp.);
- wychowawczą (organizuje rozpoczęcia i zakończenia szkolnego roku dla dzieci i młodzieży uczęszczających na zajęcia z języka łemkowskiego, wyjazdy do teatru, muzeów itp.);
- wydawniczą (wydawanie naukowego czasopisma „Rocznik Ruskiej Bursy”, serii wydawniczej „Biblioteka Łemkowskiej Klasyki”).

Przy Stowarzyszeniu działa młodzieżowy muzyczny zespół „Teroczka” i teatralna grupa „Terka”, funkcjonuje również biblioteka (ze stałymi godzinami otwarcia) i muzealna Izba Pamięci Iwana Rusenki. Stowarzyszenie Ruska Bursa jest założycielem pierwszego łemkowskiego radia LEM.fm, przy którym działa portal informacyjny lem.fm+.